# Świnicka Ławka

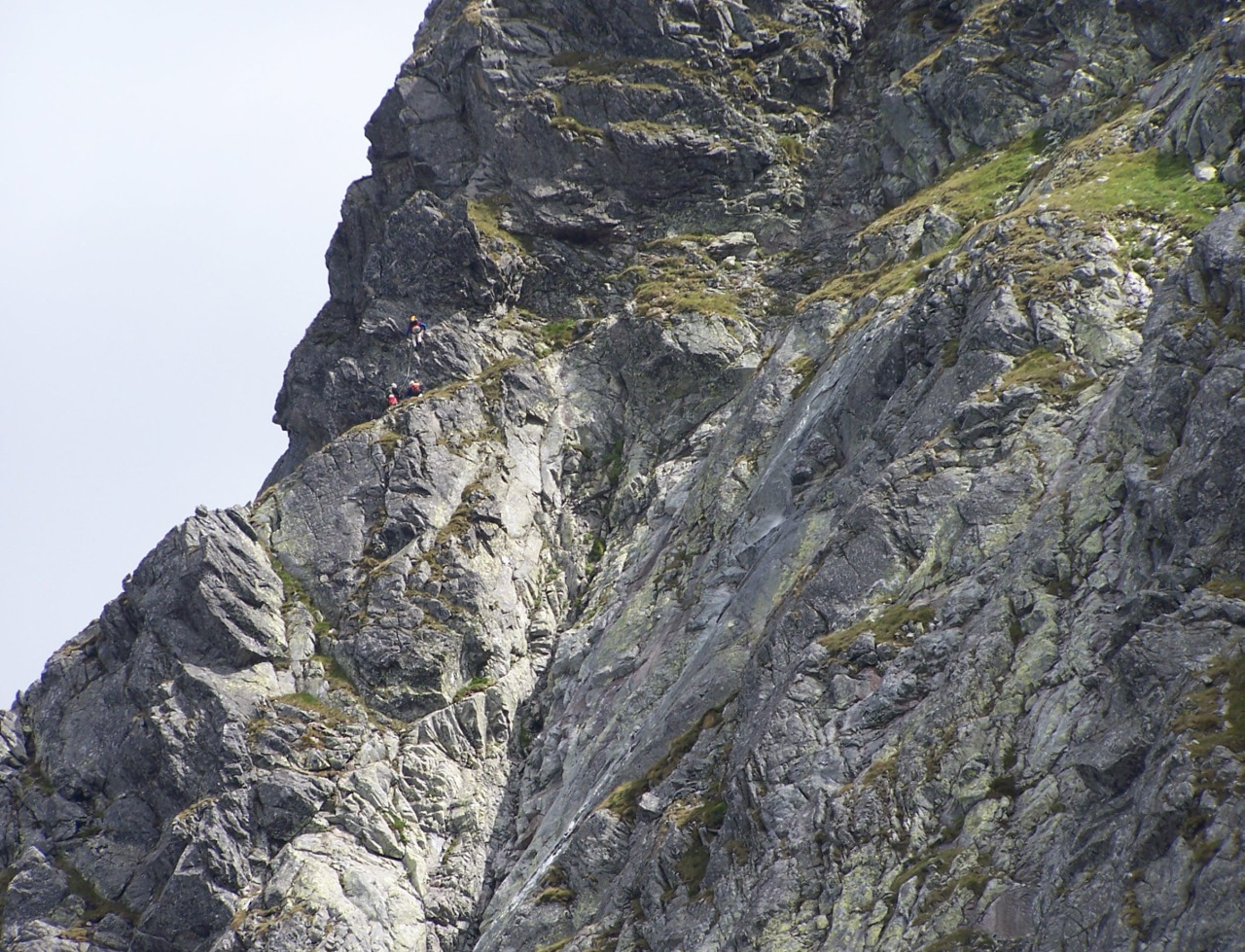
Taternicy w ścianie Świnicy

Świnicka Ławka – ogromny, trawiasto-skalisty zachód w północnej ścianie Świnicy i Zawratowej Turni w polskich Tatrach Wysokich. Ściana ta ma wysokość około 350 m, Świnicka Ławka znajduje się mniej więcej w 2/3 jej wysokości. Z jednej strony prowadzi na Świnicką Przełęcz (2051 m), z drugiej na Niebieską Przełączkę Wyżnią (2247 m). Umożliwia taternikom w razie potrzeby w miarę bezpieczne wycofanie się ze wszystkich dróg wspinaczkowych na tej ścianie.